# Thierry Meignen
Thierry Meignen, né le 17 mai 1957 à Ivry-sur-Seine (Val-de-Marne) est un homme politique français et ancien administrateur civil au ministère de la défense et expert en renseignement.
Membre de Soyons libres, il est sénateur de la Seine-Saint-Denis depuis 2021, en remplacement de Philippe Dallier, ce dernier ayant démissionné après avoir été élu conseiller départemental dans ce même département la même année, conformément à la législation sur le non cumul des mandats.
Il est conseiller régional d'Île-de-France de 2015 à 2021 et maire du Blanc-Mesnil de 2014 à 2021.

## Biographie
Diplômé en interprétariat trilingue de l'Institut Supérieur d'Interprétation et de traduction (ISIT),, Thierry Meignen effectue son service nationale dans la Marine national. En 1981, cet interprète de formation rejoint le ministère de la défense. 
En 2000, il fonde le cabinet d'intelligence économique Destrémont & Associés "spécialisé dans les techniques dites d’acquisition douces d’informations". En 2006, il est décrit dans L'Expansion comme l'"un des grands connaisseurs du monde du renseignement". Il intervient, à ce titre, comme professeur à l'École européenne d'intelligence économique.
Après avoir échoué aux élections municipales en 2008 face à Didier Mignot (Daniel Feurtet, maire sortant PCF s'étant présenté avant de lui confier le poste de maire) puis aux législatives de 2012 face à Marie-George Buffet (contre laquelle il s'était déjà incliné en 2007), il remporte la mairie du Blanc-Mesnil en 2014 sur un score de 50,75% contre 49,25 pour le maire PCF sortant Didier Mignot. Cette victoire de 2014 met un terme à 80 ans de gestion communiste de la ville.
En juillet 2014, l'auteur de bande dessinée Remedium lance Titi Gnangnan, une bande dessinée publiée sous forme de daily strip sur Tumblr. Le personnage principal, maire nouvellement élu de la commune fictive d'Alba-Villa, est inspiré Thierry Meignen, qui menace de porter plainte contre l'auteur puis résilie son bail dans un logement conventionné de la commune, mais en octobre 2016 le tribunal administratif de Montreuil annule cette décision pour « détournement de pouvoir » de l'édile et condamne la municipalité à verser 1 000 € au dessinateur.
En décembre 2015, il devient conseiller régional d'Île-de-France, ce qui le conduit à démissionner de son mandat de conseiller départemental, qui est repris par son suppléant Vijay Monany. Il est réélu conseiller régional en juin 2021. Membre des Républicains, il quitte ce parti alors conduit par Laurent Wauquiez en juin 2019 pour rejoindre Soyons libres créé par la présidente du conseil régional Valérie Pécresse.
Il est réélu maire du Blanc-Mesnil en 2020. Il devient sénateur de la Seine-Saint-Denis le 28 juillet 2021 en remplacement de Philippe Dallier, démissionnaire de son mandat après son élection comme conseiller départemental de la Seine-Saint-Denis,. À la suite de cela, il démissionne de son mandat de maire au profit de son premier adjoint, Jean-Philippe Ranquet. Thierry Meignen reste toutefois au conseil municipal et conserve le titre de président du groupe majoritaire.

## Maire officieux du Blanc-Mesnil
En 2024, le Canard Enchaîné dévoile son rôle de maire effectif du Blanc-Mesnil, en dépit de la loi sur le cumul des mandats : « Le LR Thierry Meignen n’est plus le maire du Blanc-Mesnil depuis 2021. Pourtant, il ne se prive pas d’occuper la fonction », explique l'hebdomadaire qui souligne que l'ancien maire fait la couverture et l'objet de dix articles avec photos dans la revue municipale "Le Blanc-Melisnois" du 6/9/24, tandis que le maire officiel, Jean-Philippe Ranquet, ne rédige même pas l’édito du bulletin municipal. « Lors des conseils municipaux, le maire ouvre la séance, mais après il laisse la parole à Meignen, assis à côté de lui, qui tient le conseil », explique l’ex-maire Didier Mignot. L’ex-adjoint Alain Ramos aurait saisi la Chambre régionale des comptes et la préfecture sans obtenir de réponse. Thierry Meignen est aussi désigné comme « maire officieux » du Blanc-Mesnil dans le Bondy Blog. Tandis que, dès 2021, l'opposition municipale voit en Jean-Philippe Ranquet un « maire fantoche »,.

## Controverses
En 2023, après les violences urbaines qui ont suivi la mort de Nahel Merzouk, le sénateur (LR)  annonce le 3 juillet à l’hôtel de ville du Blanc-Mesnil la suppression de « Beach-Mesnil », la plage provisoire. Il prononce cette phrase « J’en ai marre de cette poignée de petits connards ! » et parle de « gamins sans cervelle ». Les réactions ne se font pas attendre comme celle du sénateur de Seine-Saint-Denis, Fabien Gay et de la députée de la circonscription respective Soumya Bourouaha, tous deux du PCF. Cette dernière « ne cautionne pas les propos […] lors de ce qui devait être un moment d’unité nationale sans insulte, ni provocation outrancière ». Les habitants, eux, sont nombreux à déplorer cette décision « injuste » car beaucoup n’ont pas les moyens de partir en vacances,,.
En 2021, il est critiqué pour avoir commandé 10.000 livres pour la bibliothèque municipale, sur suggestion d’une association proche d’Éric Zemmour et dirigée par Sarah Knafo, sans concertation de l’équipe de bibliothécaires,,,.